# Till the World Ends
Singles de Britney Spears
Hold It Against Me
(2011) I Wanna Go
(2011)
Pistes de Femme Fatale
Hold It Against Me
(2)
Till the World Ends est un single de la chanteuse américaine pop Britney Spears, second extrait issu de son septième album studio, Femme Fatale. Ce single est produit par Dr. Luke, Max Martin & Billboard et coécrit par la chanteuse Ke$ha. Le titre est disponible sur iTunes depuis le 4 mars 2011.
Une version remixée de la chanson, en featuring avec Ke$ha et la rappeuse Nicki Minaj est parue le 25 avril 2011.

## Réception

### Critiques
Pour ce titre, les critiques soulignent globalement un titre simple mais efficace, taillé pour les clubs. La chanteuse electropop Kesha qui a participé à l'écriture de Till the World Ends dit à propos de cette expérience: « Je me considère avant tout comme une parolière, donc ce fut un honneur d'écrire pour l'une des plus grandes icônes de la pop. Et j'espère que tout le monde bougera son derrière sur la piste car vous savez que c'est ce que fait de mieux K-Monay (Ke$ha). ».

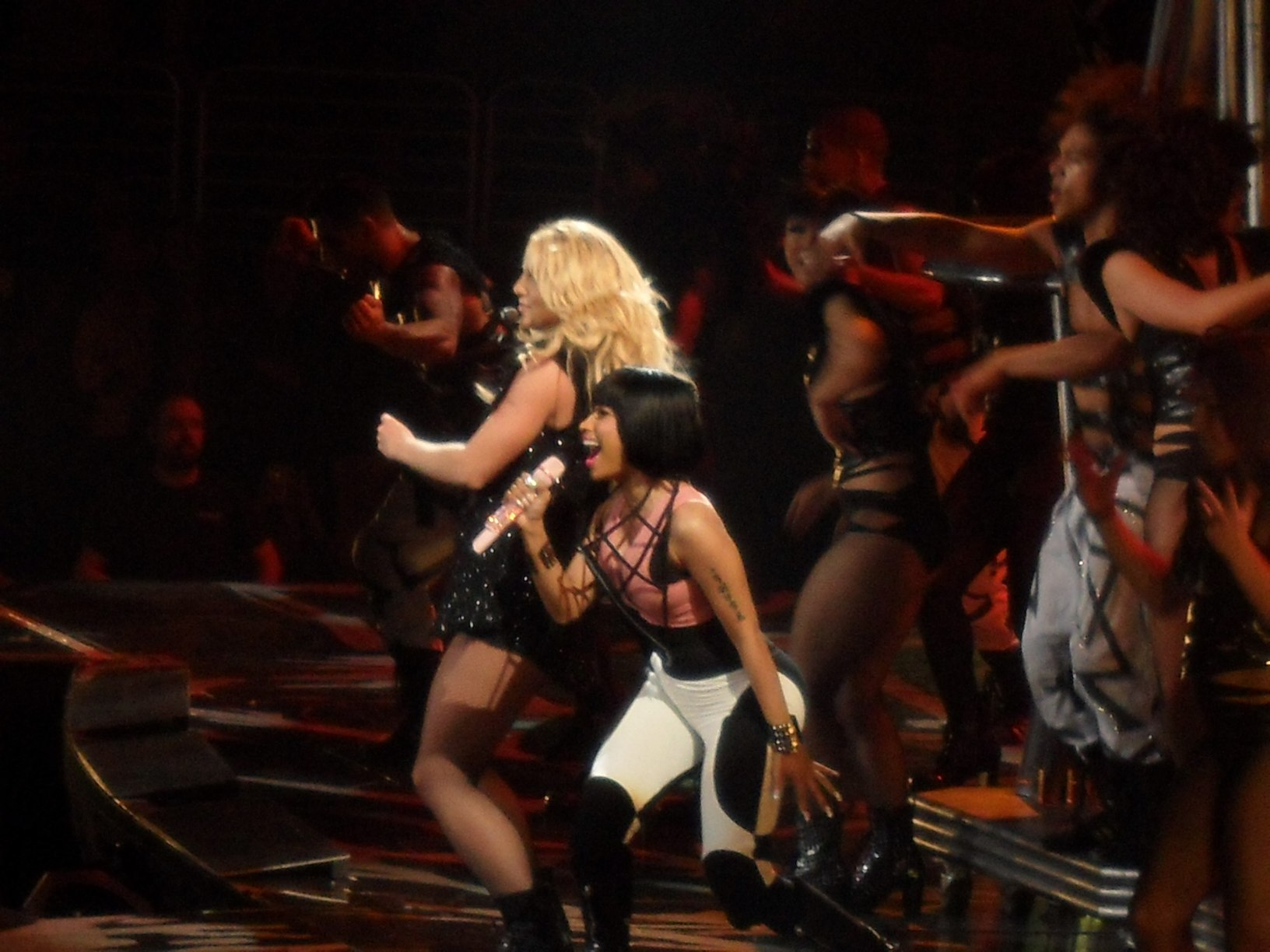
Britney Spears accompagnée de Nicki Minaj sur Till the World Ends

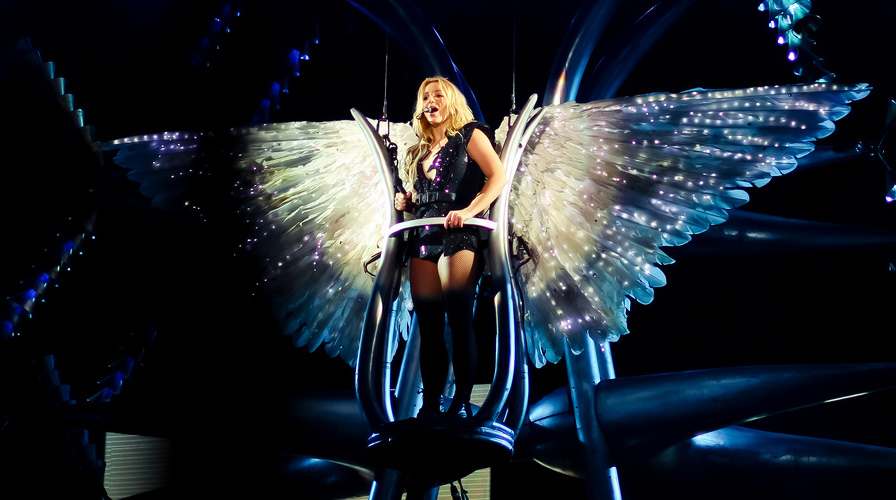
Britney Spears interprétant Till the World Ends pour sur le final du show Femme Fatale Tour.

Le site du magazine Rolling Stone donne une note de 3,5/5 au second single de Britney Spears en déclarant: « Vous voulez une chanson pour faire la fête, demandez une fêtarde. Écrit par Ke$ha (avec l'aide de Max Martin et Dr Luke) le deuxième extrait de Femme Fatale s'inspire énormément des sons dance européens et disco: des bandes de synthé, un rythme qui sonne tels des ballons dirigeables et des milliers de marins ivres et torse-nus chantants en chœur sur le refrain. Sa petite voix se perd dans le tsunami du son. Mais il en serait de même pour Pavarotti. ». Le site web britannique Digital Spy émet pour critique: « Les sirènes d'alarme et la ligne de basse au début du titre "Till the World Ends" sont clairement la patte de Dr Luke - également ce n'est pas un secret que sa crado mais fabuleuse élève Ke$ha est l'auteure du titre - mais de toute manière c'est Britney qui parvient à s'en sortir le mieux. Elle chante "Watch me move/ When I lose it, lose it hard" dans un couplet envoûtant placé entre un refrain entraînant - du moins on pense que c'est le refrain - et au bout de 2 minutes 30 on est trop occupé à "danser jusqu'à la fin du monde" pour se soucier de quoi que ce soit. Le résultat est son titre le plus réjouissant et confiant depuis "Stronger", qui, pour les fans de longue date, est le retour qu'on attendait tous. ».

### Accueil commercial

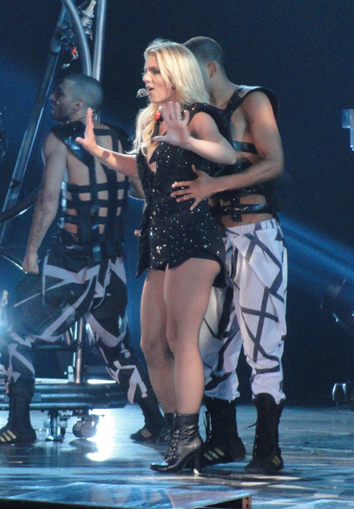
Britney Spears interprétant Till the World Ends durant le Femme Fatale Tour.

Till the World Ends était initialement prévu pour le 14 mars 2011 comme second single, mais le titre a été victime d'une fuite sur Internet le 3 mars 2011 ce qui a engendré sa sortie à la hâte le 4 mars 2011 sur iTunes. Au total le titre s'est écoulé à plus de 2,8 millions d'exemplaires aux États-Unis. En France, le titre atteint la 8e place tout en restant au total 5 semaines dans le top 10, soit un score bien supérieur à celui de Hold It Against Me. Till the Worlds Ends s'est classé dans top 10 de plusieurs pays dont le Canada, l'Australie, la Nouvelle-Zélande ou encore la Belgique. Enfin, le single a atteint la 2e place des classements en Corée du Sud et Norvège ainsi que la première place en Pologne.
Le titre Till the World Ends est devenu le titre de Britney Spears ayant le plus de succès en radio aux États-Unis, battant ainsi le record qu'elle avait établi avec Toxic en 2004, son pic ayant dépassé les 97 millions d'audiences. Une performance battu par le successeur de Till the World Ends, I Wanna Go qui a dépassé les 100 millions de diffusions.
Till the World Ends a remporté la récompense, meilleure vidéo pop (Best Pop Video) au cours des MTV Video Music Awards 2011.

## Vidéoclip
La vidéo de Till the World Ends a été tournée à Los Angeles sous la direction du réalisateur et photographe Ray Kay à qui l'on doit notamment les clips de Poker Face (Lady Gaga), Takin' Back My Love (Enrique Iglesias), Fight For This Love (Cheryl Cole) ou encore Baby (Justin Bieber) et Whip My Hair (Willow Smith). Le vidéoclip est sorti le 6 avril 2011. Il met en scène Britney Spears dans un décor d'apocalypse, le thème de la chanson étant la fin du monde. L'histoire se déroule ainsi le 21 décembre 2012, une date symbolique puisque la civilisation Mayas prédit qu'elle marquerait la fin du monde. Alors que la population se réfugie sous terre et plutôt que de céder à la panique, la chanteuse et ses danseurs se lancent dans une danse.
Une seconde version du clip est sorti le 14 avril, une version alternative se focalisant sur les pas de danse de la chanteuse et où les effets spéciaux ont été supprimés. Cette autre version de la vidéo a également pour but de jouer la transparence après des rumeurs, survenues à la suite de la parution du premier clip, selon lesquelles Britney Spears aurait eu recours à une doublure pour l’exécution de certaines parties de la chorégraphie. Des rumeurs par ailleurs démenties par l'équipe de Spears.
Ce clip a été visionné par plus de 100 millions de personnes sur la page Vevo officiel de la chanteuse.

## Remix

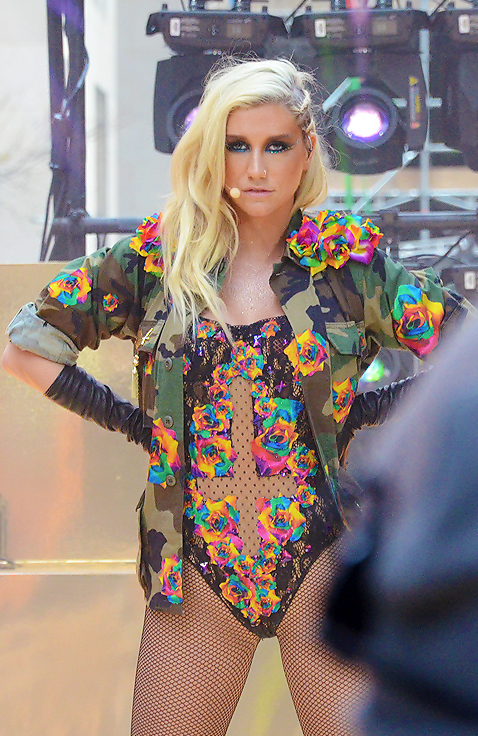
Ke$ha au Today Show à New York le 20 novembre 2012.

Le 22 avril 2011 est lancé sur le site officiel britney.com un compte-à-rebours nommé Sicker Than The Remix et arrivant à échéance le 25 avril 2011. Il s'agit de la date de sortie, bien qu'il ait fuité préalablement sur le net, du remix de Till the World Ends en duo avec les chanteuses Nicki Minaj et Ke$ha. À savoir que le morceau a été retravaillé afin d'y inclure de nouvelles sonorités dubstep.
Un second remix a vu le jour en juillet 2011, incluant une collaboration avec le chanteur R. Kelly (avec qui Britney Spears avait déjà travaillé sur le titre Outrageous en 2003). Les paroles et la mélodie du titre ont été remaniées pour l'occasion.

## Interprétations en direct
Britney Spears interprétant Till the World Ends pour sur le final du Femme Fatale Tour.

## Formats
| - Single Digital 1. Till the World Ends — 3:58 - The Remixes Digital 1. Till the World Ends — 3:58 2. Till the World Ends (The Bloody Beetroots Extended Remix) – 4:06 3. Till the World Ends (White Sea Extended Club Remix) – 4:50 4. Till the World Ends (Kik Klap Radio Remix) – 3:41 5. Till the World Ends (Alex Suarez Radio Remix) – 3:56 6. Till the World Ends (Friscia and Lamboy Club Remix) – 9:57 7. Till the World Ends (Varsity Team Radio Remix) – 4:15 8. Till the World Ends (Karmatronic Extended Club Remix) – 6:47 - CD Single Allemand 1. Till the World Ends — 3:57 2. Till the World Ends (Instrumental) — 3:57 | - CD Single Français 1. Till the World Ends — 3:57 2. Till the World Ends (The Femme Fatale Remix) featuring Nicki Minaj & Ke$ha – 4:44 - Single Digital 1. Till the World Ends (The Femme Fatale Remix) featuring Nicki Minaj & Ke$ha – 4:44 - The Femme Fatale Four Pack Digital 1. Till the World Ends (The Femme Fatale Remix) featuring Nicki Minaj & Ke$ha – 4:44 2. Till the World Ends (The Bloody Beetroots Extended Remix) – 4:06 3. DANCE Till the World Ends (vidéo) – 3:52 4. Till the World Ends (Culture Shock Remix) (vidéo) – 3:59 |

## Crédits et personnels
| - Chant: Britney Spears, Nicki Minaj, Kesha - Écriture: Lukasz Gottwald, Alexander Kronlund, Max Martin, Kesha Sebert | - Production: Dr. Luke, Max Martin, Billboard |

Crédits extraits du livret de l'album Femme Fatale, Jive Records.

## Classements
| Classement (2011)            | Meilleure position |
| ---------------------------- | ------------------ |
| Allemagne                    | 27                 |
| Australie                    | 8                  |
| Autriche                     | 43                 |
| Belgique (Nl)                | 12                 |
| Belgique (Fr)                | 6                  |
| Brésil                       | 19                 |
| Canada                       | 4                  |
| Corée du Sud                 | 1                  |
| Danemark                     | 7                  |
| États-Unis Billboard Hot 100 | 3                  |
| Espagne                      | 11                 |
| Finlande                     | 6                  |
| France                       | 8                  |
| Grèce                        | 18                 |
| Irlande                      | 7                  |
| Norvège                      | 2                  |
| Nouvelle-Zélande             | 10                 |
| Pays-Bas                     | 29                 |
| Pologne                      | 1                  |
| République tchèque           | 19                 |
| Royaume-Uni                  | 21                 |
| Russie                       | 1                  |
| Slovaquie                    | 8                  |
| Suède                        | 4                  |
| Suisse                       | 7                  |

## Certifications
| Pays              | Unités      | Certification |
| ----------------- | ----------- | ------------- |
| États-Unis (RIAA) | 4 000 000 + | 4 × Platine   |